# 중앙119구조본부 특수사고대응단
중앙119구조본부 특수사고대응단(中央119救助本部 特殊事故對應團)은 유해물질 등의 누출 등 특수사고에 신속하게 대응하기 위하여 설립된 대한민국 소방방재청 중앙119구조본부 소속기관이었다. 특수사고대응단장(4급 상당)은 소방정으로 보했다. 경기도 남양주시 덕송3로 45에 위치하고 있었다.

## 연혁
- 2013년 9월 17일 특수사고대응단 직제 신설[7]

## 주요 업무
- 특수사고 현장대응활동에 관한 지휘·통제
- 위험물질 안전관리 계획 수립 및 예방점검 지원
- 특수사고 발생에 대비한 위험물질 정보 수집 및 보급
- 재난 유형별 특정대상물 정보 및 관리카드 작성 유지
- 119화학구조센터 운영에 관한 사항
- 특수사고 매뉴얼 및 위기대응 매뉴얼 관리
- 특수재난대응과 관련된 기술개발 연구 및 기술 지원
- 유관기관 간 위험물질정보시스템 연계체계 구축·운영
- 재난상황 및 위기상황 관리기관의 연계체계 구축·운영
- 특수사고 현장작전 및 인명구조대책 수립
- 테러사고 현장대응활동 지원 및 인명구조·구급대책 수립·시행
- 국내외 소방구조대원을 대상으로 하는 화생방 대응 및 도시탐색구조 등 특수사고 교육훈련과정 운영
- 그 밖의 특수사고 재난관리에 관한 사항

## 관할센터 및 관할구역[8]
화학구조센터장은 소방령으로 보한다.
| 명칭                | 사진 | 주소            | 관할구역                                       |
| ------------------- | ---- | --------------- | ---------------------------------------------- |
| 구미119화학구조센터 |      | 경상북도 구미시 | 대구광역시, 경상북도                           |
| 서산119화학구조센터 |      | 충청남도 서산시 | 대전광역시, 세종특별자치시, 충청북도, 충청남도 |
| 시흥119화학구조센터 |      | 경기도 시흥시   | 서울특별시, 인천광역시, 경기도, 강원도         |
| 여수119화학구조센터 |      | 전라남도 여수시 | 광주광역시, 전라남도, 제주특별자치도           |
| 울산119화학구조센터 |      | 울산광역시      | 부산광역시, 울산광역시, 경상남도               |
| 익산119화학구조센터 |      | 전라북도 익산시 | 전라북도                                       |

## 같이 보기
- 화학물질안전원